# Sabriel
Sabriel – powieść fantasy będąca częścią serii „Stare Królestwo”, napisana przez Gartha Nixa. Została opublikowana po raz pierwszy w roku 1995, w języku angielskim. Stanowi ona pierwszą część trylogii „Opowieści o Starym Królestwie”. Akcja książki dzieje się w sąsiadujących ze sobą państwach: Ancelstierr oraz Stare Królestwo. Oba państwa oddziela mur.
Kolejne tomy to: Lirael i Abhorsen.

## Fabuła
Początkowo akcja dzieje się w Ancelstierr bohaterka uczy się w szkole z internatem. Tytułowa bohaterka powieści – Sabriel – jest córką wielkiego Abhorsena (to dziedziczny tytuł przysługujący członkom jej rodu) ze Starego Królestwa. Jej naukę przerywa posłaniec od jej ojca, który uświadamia jej, że został on uwięziony. Sabriel wyrusza na ratunek. Przekracza Mur, i wchodzi na terytorium Starego Królestwa.
Po przybyciu do domu swojego ojca, Sabriel dowiaduje się od mówiącego kota imieniem Mogget, że jest następnym Abhorsenem, mającym pilnować harmonii świata Żywych i Zmarłych. Wkrótce wyrusza by odszukać ojca.